# Hans Jüttner
Hans Gustav Gottlob Jüttner (2. března 1894 – 24. května 1965) byl důstojník Waffen-SS za druhé světové války v hodnosti SS-Obergruppenführer und General der Waffen-SS. Známý je svým působením jako velitel SS-Führungshauptamt (Hlavní velící úřad SS). Mimo jiné byl i držitelem mnoha vojenských vyznamenání jako je například Rytířský kříž záslužného kříže nebo Německý kříž ve stříbře.

## První světová válka a poválečné období
Narodil se 2. března roku 1894 ve městě Schmiegel na území tehdejšího Pruska. Poté, co dokončil gymnázium a složil maturitní zkoušku, tak byl na praxi v bance a následně v roce 1914 vstoupil jako dobrovolník do německé armády.
Během války bojoval na východní frontě a účastnil se bitvy o Gallipoli. Také si vysloužil oba stupně železného kříže a mnoho jiných vyznamenání. Z armády byl propuštěn roku 1920 v hodnosti Oberleutnant (Nadporučík), poté, co bylo Německo nuceno po prohrané válce zmenšit své ozbrojené síly .
Krátce působil u jednotek Freikorps a následně se živil jako prodavač. V roce 1928 si otevřel svoji vlastní živnost a stal se ekonomicky soběstačným. Roku 1931 vstoupil do NSDAP a následně i k jednotkám SA.
V roce 1933 přestěhoval do Vratislavi, kde působil na místní univerzitě jako učitel tělovýchovy. Stejný rok vstupuje k jednotkám SA a je zařazen ke vysokoškolské kanceláři spadající pod SA. O rok později je převelen do bavorského Mnichova, kde se stává vedoucím úseku zabývající se vzděláváním.
V polovině května přestupuje však k SS a je zařazen jako SS-Hauptsturmführer (Kapitán SS) SS-Verfügungstruppe (SS-VT), které byly později přeměněny na Waffen-SS. K počátku září je povýšen do hodnosti SS-Sturmbannführer (Major) a přeřazen do Berlína k inspekčnímu oddělení SS-Verfügungstruppen.

## Druhá světová válka
Roku 1939 byl jmenován již v hodnosti SS-Standartenführer (Plukovník) jako inspektor záložních jednotek divize SS-Verfügungsdivision.
Počátkem roku 1940 se stává velitelem velícího úřadu SS-Verfügungstruppen. V létě téhož roku se stává náčelníkem štábu u nově vytvořeného hlavního velícího úřadu SS (SS-Führungshauptamt), který měl na starosti organizační a správní záležitosti Waffen-SS. Pod pravomoc jeho úřadu spadala i správa nacistických koncentračních táborů na území Třetí říše.
V lednu roku 1943 dosahuje Jüttner na vrchol své kariéry a to když je jmenován do funkce velitele hlavního velícího úřadu SS (SS-Führungshauptamt). Později říšský vůdce SS Heinrichem Himmlerem jmenoval Jüttnera do funkce velitele armádní výzbroje a také velitelem záložní armády. Hans Jüttner byl také jedním z těch, kteří byli zodpovědní za výstavbu zajateckých táborů, v kterých byli drženi sovětští vojáci.

## Život po válce
Na konci války je Jüttner zajat 17. května roku 1945 britskými jednotkami a později v roce 1948 je Jüttner odsouzen na 10 let nucených prací za válečné zločiny. Po následném odvolání je jeho trest zmírněn jen na 4 roky nucených prací. Později po svém propuštění Jüttner žije v bavorském Bad Tölzu, kde vlastní místní sanatorium. Zde také později 24. května roku 1965 umírá.

## Shrnutí vojenské kariéry

### Data povýšení
- Fahnenjunker - 1914
- Leutnant - 1915
- Oberleutnant - 1920
- SA-Sturmbannführer
- SS-Hauptsturmführer - 17. květen, 1935
- SS-Sturmbannführer - 13. září, 1936
- SS-Obersturmbannführer - 9. listopad, 1937
- SS-Standartenführer - 30. leden, 1939
- SS-Oberführer - 1. prosinec, 1939
- SS-Brigadeführer - 20. duben, 1940
- SS-Gruppenführer - 20. duben, 1941
- SS-Obergruppenführer und General der Waffen-SS - 21. červen, 1943

### Významná vyznamenání
- Rytířský kříž válečného záslužného kříže s meči - 30. říjen, 1944
- Německý kříž ve stříbře - 1. červenec, 1943
- Spona k pruskému železnému kříži I. třídy
- Spona k pruskému železnému kříži II. třídy
- Pruský železný kříž I. třídy (1. sv. válka)
- Pruský železný kříž II. třídy (1. sv. válka)
- Válečný záslužný kříž II. třídy s meči
- Válečný záslužný kříž I. třídy s meči
- Sudetská pamětní medaile se sponou Pražský hrad
- Komtur kříž I. třídy finského řádu bílé růže s meči - 26. srpen, 1942
- Turecký železný půlměsíc (1. sv. válka)
- Kříž cti
- Čestná dýka Reichsführera-SS
- Totenkopfring